# Arsenale di Leopoli
L'arsenale di Leopoli, anche noto come  arsenale cittadino (in ucraino Міський арсенал?; in russo Городской арсенал?), è una ex struttura militare posta sulla cinta muraria di Leopoli in Ucraina che risale al XVI secolo. Dal 1981 è una sede decentrata del Museo storico di Leopoli.

## Storia

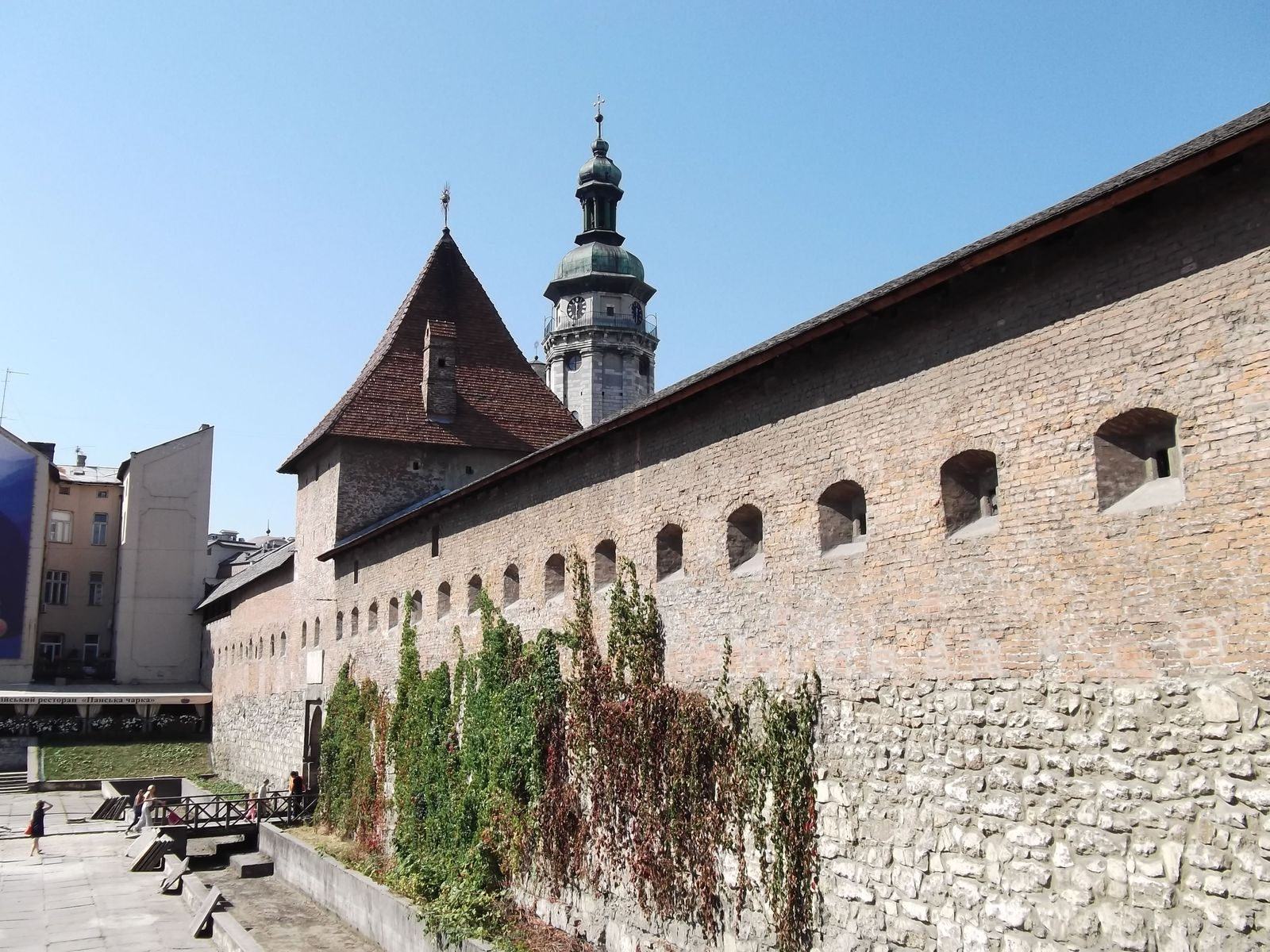
Antiche mura restaurate con una delle torri

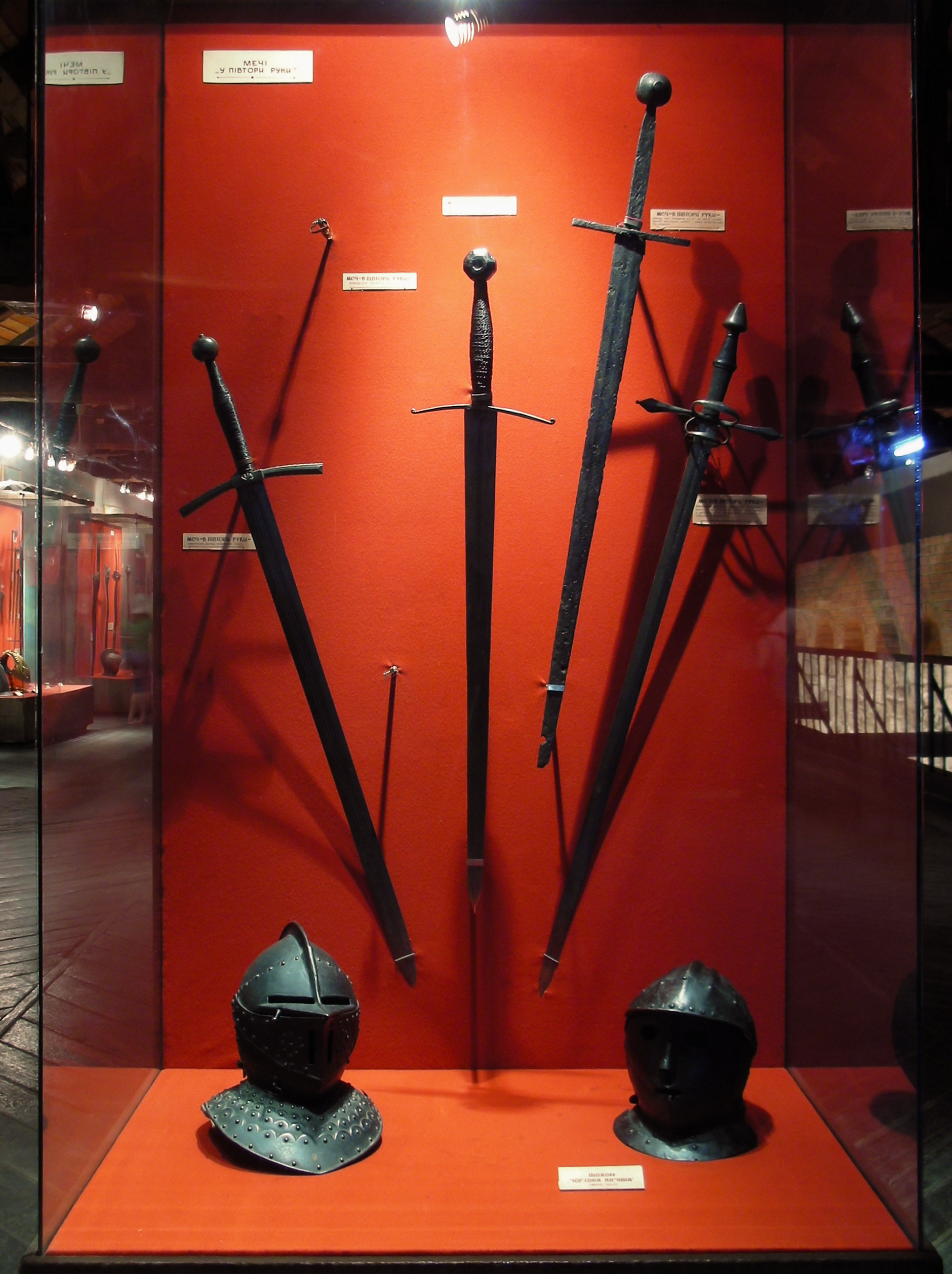
Vetrina con armi bianche

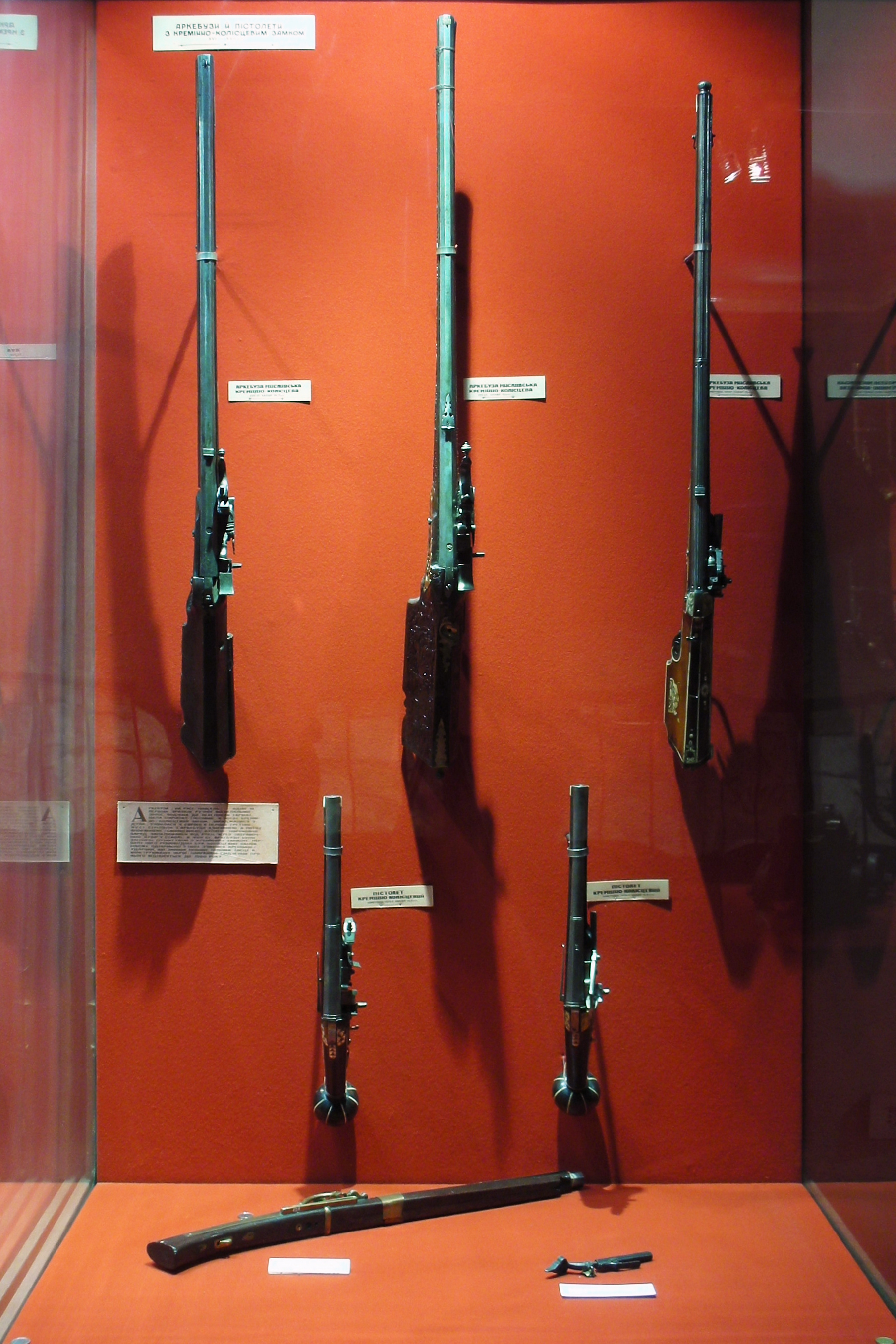
Vetrina con armi da fuoco

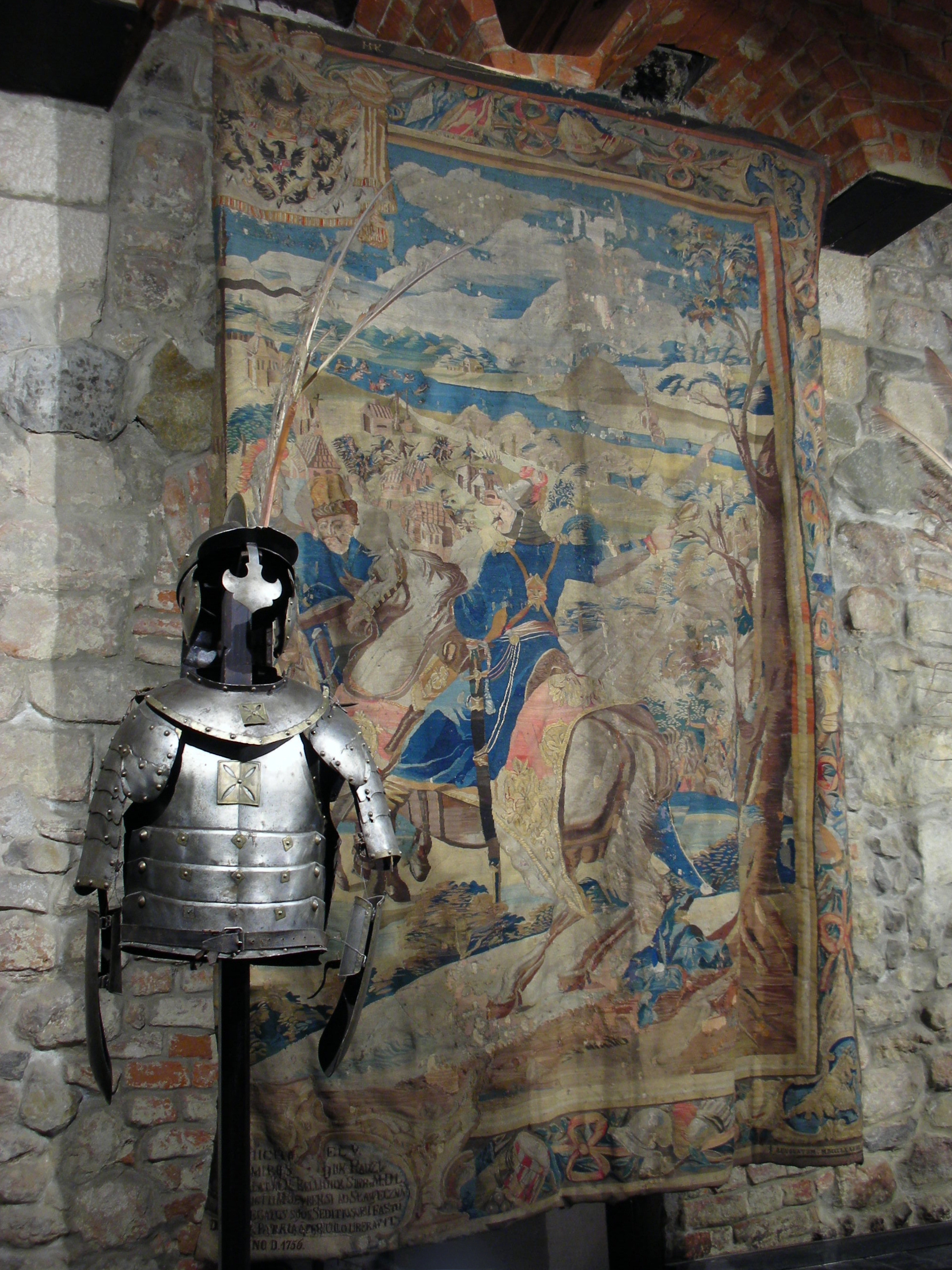
Armatura e arazzo

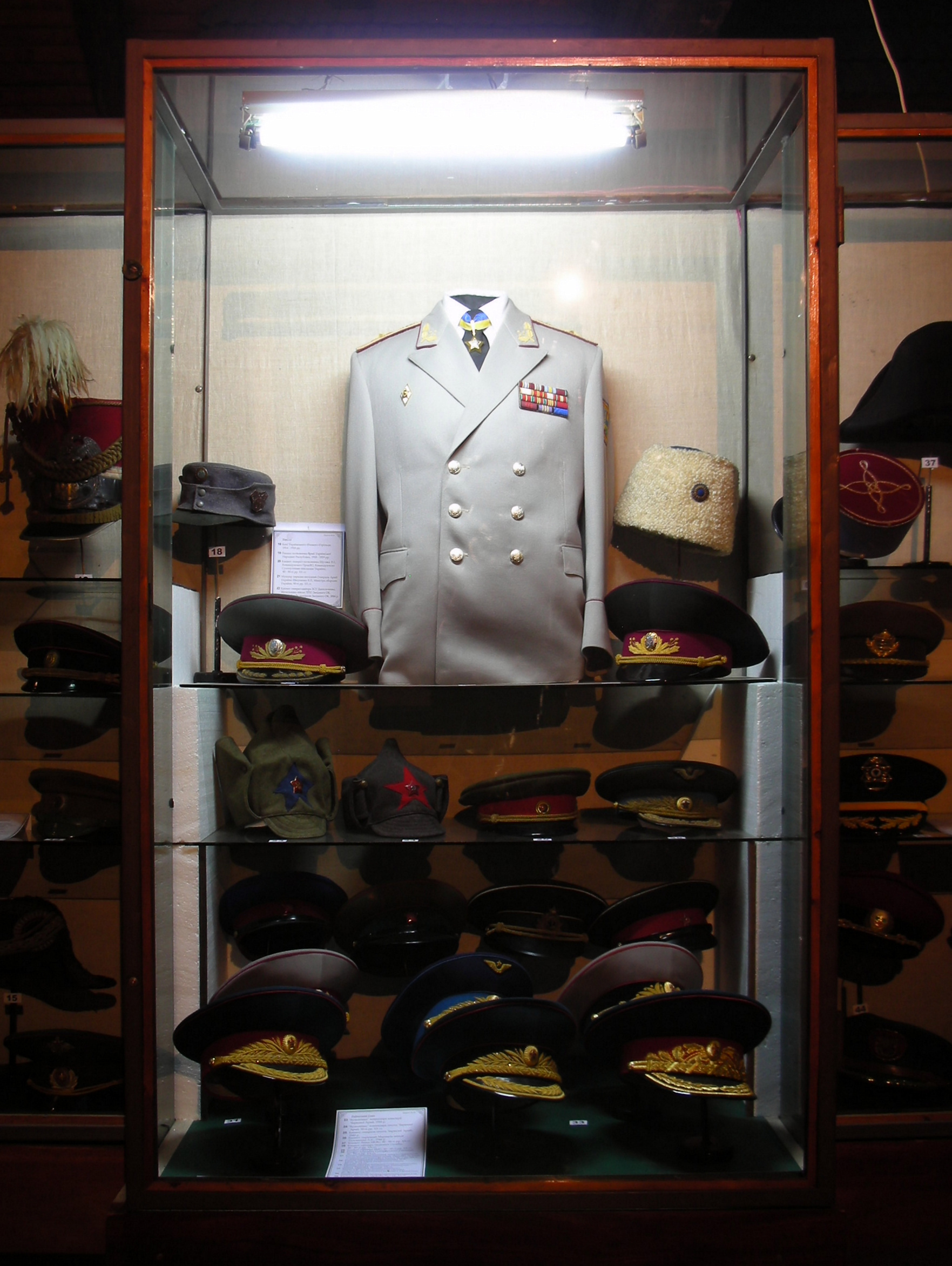
Vetrina con divise militari

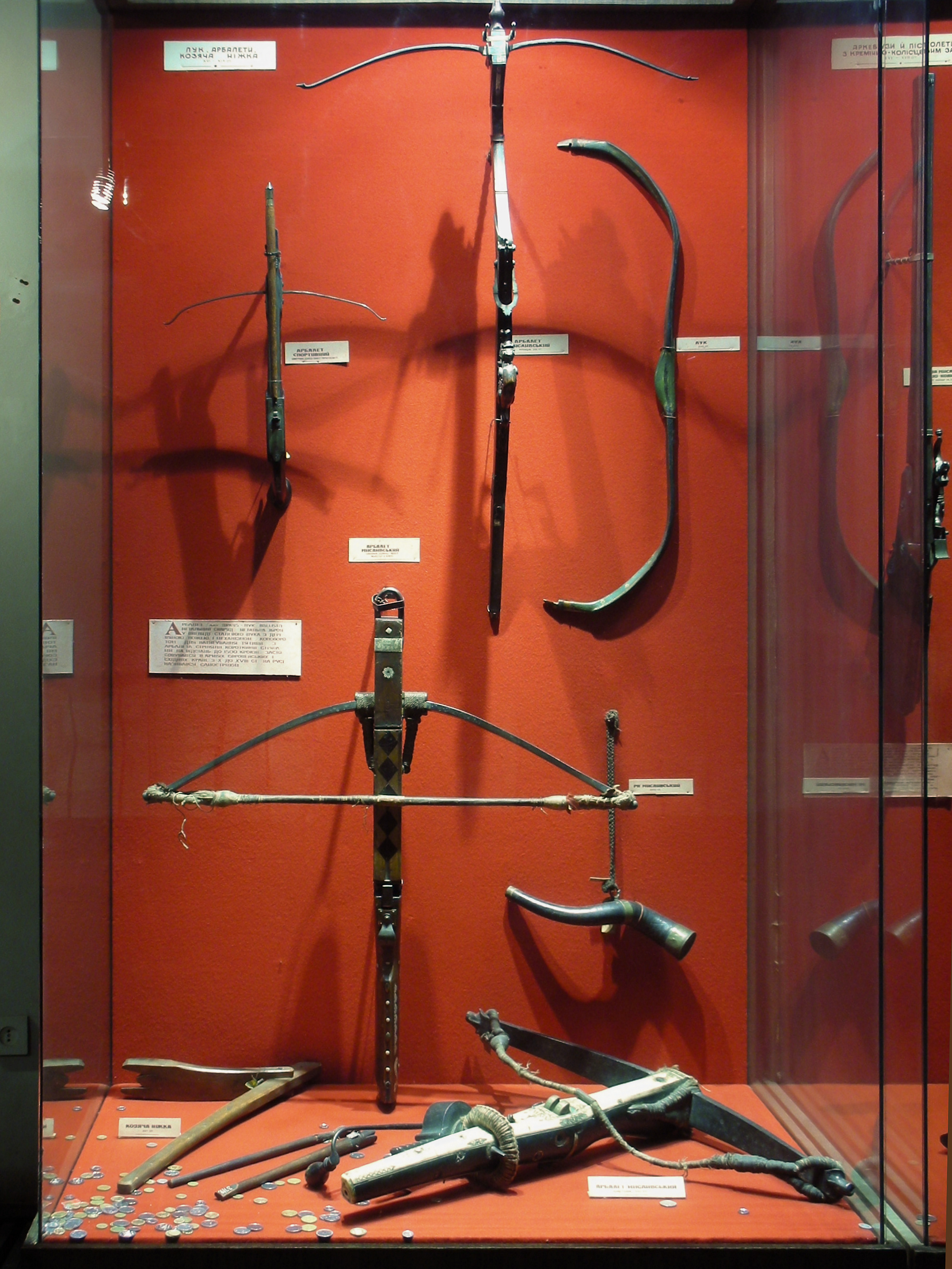
Archi e balestre

Il monumento architettonico risale alla seconda metà del XVI secolo quando la struttura che ci è pervenuta sostituì un precedente piccolo arsenale che si trovava sullo stesso sito che venne distrutto da un incendio nel 1571. In origine fece parte integrante della cinta difensiva cittadina e nelle sue immediate vicinanze erano presenti torri difensive. Accanto all'arsenale, utilizzato come deposito di munizioni, era presente una fonderia per pezzi di artiglieria appartenente alla famiglia Rohatyn. L'edificio fu attaccato durante la guerra che Carlo XII di Svezia mosse al paese e nel 1704 fu gravemente danneggiato da un incendio ma venne ricostruito in due anni. In breve perse tuttavia la sua funzione difensiva e fu utilizzato come prigione. Durante i moti rivoluzionari della metà del XIX secolo vi furono immagazzinate le armi confiscate alla popolazione di Leopoli. Divenne poi un deposito di grano dell'amministrazione alimentare ucraina e fu utilizzato come magazzino in epoca sovietica. Nel 1973 iniziarono i lavori di restauro che avrebbero permesso di trasformare l'antica struttura in museo, inaugurato il 18 maggio 1981.

## Museo dell'arsenale
Nelle esposizioni del museo, dedicate in modo specifico alle armi, si conservano esempi e modelli storici delle principali armi utilizzate in territorio ucraino nei secoli precedenti.
- Sezione delle armi bianche. Sono molto rappresentate le armi bianche come coltelli, pugnali, spade, sciabole, scimitarre, asce, alabarde, mazze, martelli e altro ancora a partire dal periodo medievale. Vi si trovano inoltre archi e balestre da guerra e da caccia. Sono raccolte anche armi protettive come cotte di maglia di acciaio, armature, elmi, scudi,
- Sezione delle armi da fuoco. Vi sono sia pezzi di artiglieria sia armi leggere. In particolare sono interessanti i mortai del XVII secolo. Poi fucili e pistole con ruota a pietra focaia, percussione a pietra focaia. Alcune armi sono delle vere opere d'arte per la cura che vi hanno dedicato i maestri armieri che le hanno costruite con ricche decorazioni intagliate, intarsi in madreperla, argento e rame.
- Divise e opere diverse. Alcune vetrine ospitano divise militari e alle pareti si possono ammirare dipinti e arazzi che raffigurano momenti di battaglia.

Il museo conserva un numero enorme di reperti, oltre 4500 pezzi, e questo lo rende unico in Ucraina.